# Nationalbank der Republik Nordmazedonien
Die Nationalbank der Republik Nordmazedonien (mazedonisch: Народна банка на Република Северна Македонија, romanisiert: Narodna Banka na Republika Severna Makedonien, NBRSM) ist die Zentralbank von Nordmazedonien. Ihr Sitz befindet sich in der Hauptstadt des Landes Skopje. Vor der Namensänderung im Jahr 2019 war die Nationalbank der Republik Nordmazedonien als Nationalbank der Republik Mazedonien bekannt.

## Funktionen
Das NBRNM führt die folgenden Funktionen aus:
- Geldpolitik etablieren und betreiben;
- die Liquidität im internationalen Zahlungsverkehr gewährleisten;
- den Denar ausgeben und leiten;
- Devisenreserven verwalten;
- das Zahlungssystem regulieren;
- Erteilung von Gründungs- und Betriebsgenehmigung für Banken oder Sparkassen sowie Beaufsichtigung der Banken und Sparkassen;
- Lizenzen für Geldtransfers gemäß den gesetzlichen Bestimmungen erteilen;
- Erteilung von Betriebsgenehmigungen an Wechselstuben und Überwachung ihrer Tätigkeit gemäß den gesetzlichen Bestimmungen;
- Ausgabe von Banknoten und Münzen;
- Vertretung des Landes in internationalen Institutionen;
- Tätigkeiten auf Rechnung der Zentralregierung und der Regierungsbehörden durchführen.